# Suicidio en la India

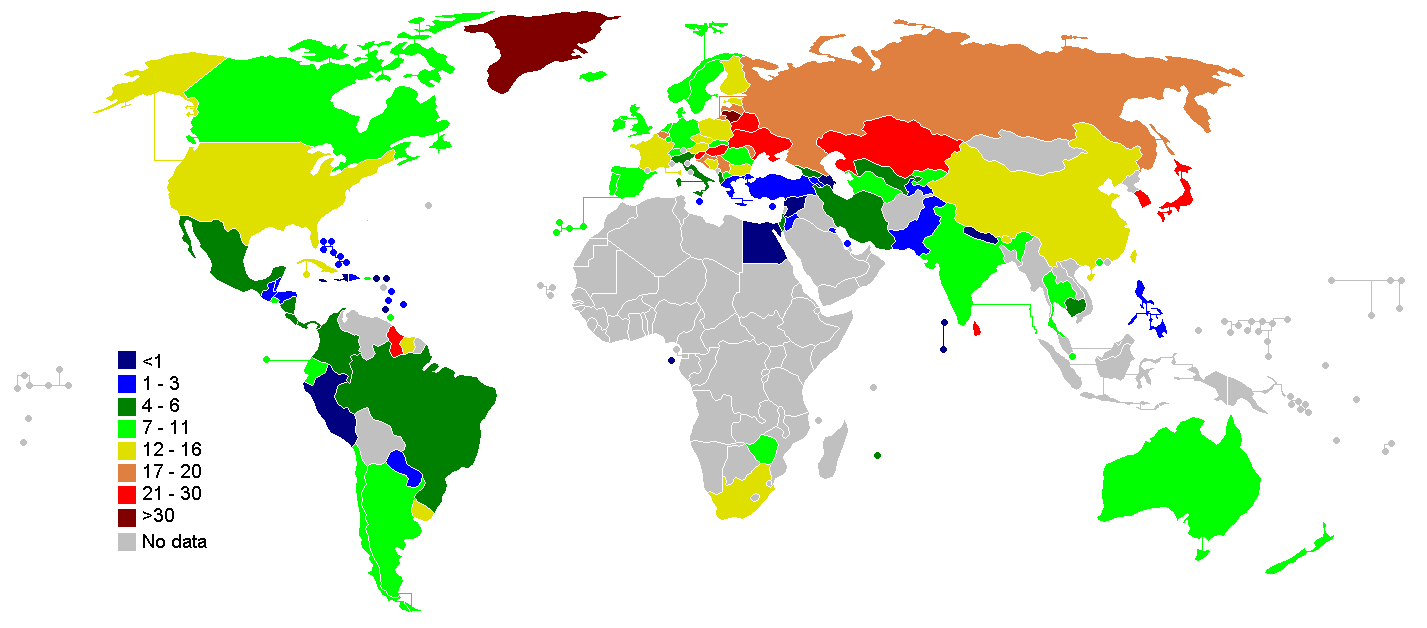
El índice de suicidio de la India por cada 100 000 personas comparado con otros países, según la Organización Mundial de la Salud, Geneva. Peeter Värnik establece que China, Rusia, Estados Unidos, Japón, y Corea del Sur son los países que más aportan al número absoluto de suicidios en el mundo. El índice de suicidio anual de la India se sitúa en el 10.5 por 100 000, mientras el índice de suicidio global es 11.6 por 100 000.

En 2016 el número de suicidios en la India había aumentado hasta llegar a 230 314. El suicidio es la causa de muerte más común entre los grupos de edad de 15-39.
Aproximadamente 800 000 personas mueren a causa del suicidio en todo el mundo cada año, de los que 135 000 (17%)  residen en la India, una nación con 17.5% de población mundial. Entre 1987 y 2007, el índice de suicidio ha aumentado de 7.9 a 10.3 por 100,000, con índices de suicidio más alto en estados del sur y orientales de India. En 2012, Tamil Nadu (12.5% de todos los  suicidios), Maharashtra (11.9%) y Del oeste Bengal (11.0%) tuvieron la proporción más alta de suicidios. Entre estados de población grande, Tamil Nadu y Kerala tuvieron los índices de suicidio más altos por 100 000 personas en 2012. En cuanto a la proporción de suicidos entre hombres y mujeres, esta se encuentra en el 2:1.
Las estimaciones del número de suicidios en la India sufren importantes variaciones. Por ejemplo, según un estudio publicado en La Lanceta ocurrieron 187 000 suicidios en la India en 2010, mientras que los datos oficiales del gobierno de la India contabilizaron 134 600 suicidios en el mismo año.

## Definición
El gobierno de la India clasifica una muerte como un caso de suicidio si cumple con los siguientes tres criterios:
- Es una muerte antinatural
- La intención de morir partía de la propia persona
- Hay una razón para que la persona acabara con su vida. La razón puede haber sido especificada en una nota de suicidio o no.

Si no se cumplen los tres criterios, la muerte pasa a ser clasificada como muerte por enfermedad, asesinato o de cualquier otro tipo, pero no es considerado un suicidio.

## Estadísticas
| Causas                                        | No. de personas |
| --------------------------------------------- | --------------- |
| Deudas o bancarrota                           | 2308            |
| Problemas matrimoniales (total)               | 6773            |
| (incluye) Ausencia de contrato prematrimonial | 1096            |
| (incluye) Asuntos relacionados con la dote    | 2261            |
| (incluye) Relaciones extramaritales           | 476             |
| (incluye) Divorcio                            | 333             |
| (incluye) Otros                               | 2607            |
| Bajo rendimiento académico                    | 2403            |
| Impotencia/infertilidad                       | 332             |
| Otros problemas familiares                    | 28 602          |
| Enfermedad (total)                            | 23 746          |
| Muerte de un ser querido                      | 981             |
| Drogadicción, problemas de adicción           | 3647            |
| Situación social y falta de reputación        | 490             |
| Causas ideológicas                            | 56              |
| Infidelidades y relaciones amorosas           | 4168            |
| Pobreza                                       | 1699            |
| Desempleo                                     | 2207            |
| Disputas por la propiedad                     | 1067            |
| Relaciones prohibidas o ilícitas              | 458             |
| Embarazos clandestinos                        | 56              |
| Abusos físicos (violación, etc.)              | 74              |
| Problemas profesionales                       | 903             |
| Causas desconocidas                           | 16 264          |
| Otras causas                                  | 35 432          |

### Tendencias regionales
Los estados del sur de Kerala, Karnataka, Andhra Pradesh y Tamil Nadu junto con estados orientales de Bengal Oeste, Tripura y Mizoram tienen un índice de suicidio superior a 16 mientras que este índice es menor de 4 en Punjab, Uttar Pradesh y Bihar. Puducherry obtuvo el índice de suicidio más alto en 36.8 por cada 100 000 personas, seguido de Sikkim, Tamil Nadu y Kerala. Los índices de suicidio más bajos fueron alcanzados en Bihar (0.8 por 100 000), seguido de Nagaland y Manipur.

### Edad y suicidio
En la India, aproximadamente 46 000 suicidios ocurrieron en franjas de edad de entre 15–29 y 30–44 años en 2012 – suponiendo aproximadamente el 34% del total de suicidios.

### Métodos de suicidio
Envenenamiento (33%), ahorcamiento (26%) e inmolación (9%) era los métodos primarios utilizaron para suicidarse en 2012.

### Alfabetización
En 2012, el 80% de las víctimas de suicidio estaban alfabetizadas, un porcentaje superior al de la población alfabetizada de la India, el 74%.

### Suicidio en las ciudades
En las 53 ciudades más grandes de la India se llevó a cabo un total de 19120 suicidios. En el año 2012, Chennai registró el número más alto de suicidios, 2 183, seguido por Bengaluru (1 989), Delhi (1 397) y Mumbai  (1 296). Y Jabalpur (Madhya Pradesh), seguido por Kollam (Kerala) reportó el índice más alto de suicidios en 45.1 y 40.5 por 100 000 personas respectivamente, un índice aproximadamente 4 veces más alto que el nacional. Hay una variación ancha en índices de suicidio, año a año, entre ciudades indias. También destaca en Punjab el aumento de suicidios por asuntos financieros.

### Género
De media, la ratio de suicidios en los hombres es el doble que en el caso de las mujeres.Sin embargo, existe una gran variación de esta proporción a nivel regional. En Bengala Occidental se reportaron 6277 suicidios de mujeres, la cifra más alta de todos los estados de la India, y una proporción entre hombres y mujeres de 4:3. Los hombres son más propensos a suicidarse por causas sociales o económicas, mientras que las mujeres tienden a hacerlo por razones emocionales o personales. Según la propia Wikipedia, India ocupa el cuarto lugar el mayor número de suicidios femeninos en el mundo, y está en el puesto 46 en los masculinos.